# Dipterocarpus
Dipterocarpus es un género de plantas con flores perteneciente a la familia Dipterocarpaceae.   Comprende 160 especies descritas y de estas, solo 66 aceptadas.
Las especies se desarrollan en el sudeste de Asia. Es un importante componente de los bosques de dipterocarpaceaes. Su nombre deriva del griego y significa "fruto con dos alas".
El género es importante como árbol para madera y se vende bajo el nombre comercial registrado de Keruing, aunque no es tan importante como  Shorea.

## Taxonomía
El género fue descrito por Karl Friedrich von Gärtner y publicado en Supplementum Carpologiae 50. 1805. La especie tipo es: Dipterocarpus costatus C.F. Gaertn.

## Especies
| - Dipterocarpus acutangulus - Dipterocarpus alatus - Dipterocarpus applanatus - Dipterocarpus baudii - Dipterocarpus borneensis - Dipterocarpus bourdilloni - Dipterocarpus caudatus - Dipterocarpus caudiferus - Dipterocarpus chartaceus - Dipterocarpus cinereus - Dipterocarpus concavus - Dipterocarpus condorensis - Dipterocarpus confertus - Dipterocarpus conformis - Dipterocarpus coriaceus - Dipterocarpus cornutus - Dipterocarpus costatus - Dipterocarpus costulatus - Dipterocarpus crinitus - Dipterocarpus cuspidatus - Dipterocarpus dyeri - Dipterocarpus elongatus - Dipterocarpus eurynchus - Dipterocarpus fagineus - Dipterocarpus fusiformis - Dipterocarpus geniculatus - Dipterocarpus glabrigemmatus - Dipterocarpus glandulosus - Dipterocarpus globosus - Dipterocarpus gracilis - Dipterocarpus grandiflorus - Dipterocarpus hasseltii - Dipterocarpus hirtii - Dipterocarpus hispidus | - Dipterocarpus humeratus - Dipterocarpus indicus - Dipterocarpus insignis - Dipterocarpus intricatus - Dipterocarpus kerrii - Dipterocarpus kunstleri - Dipterocarpus lamellatus - Dipterocarpus littoralis - Dipterocarpus lowii - Dipterocarpus mannii - Dipterocarpus megacarpus - Dipterocarpus mundus - Dipterocarpus nudus - Dipterocarpus oblongifolius - Dipterocarpus obtusifolius - Dipterocapus ochraceus - Dipterocarpus orbicularis - Dipterocarpus pachyphyllus - Dipterocarpus palembanicus - Dipterocarpus perakensis - Dipterocarpus retusus - Dipterocarpus rigidus - Dipterocarpus rotundifolius - Dipterocarpus sarawakensis - Dipterocarpus semivestitus - Dipterocarpus stellatus - Dipterocarpus sublamellatus - Dipterocarpus tempehes - Dipterocarpus thorelii - Dipterocarpus tuberculatus - Dipterocarpus turbinatus - Dipterocarpus validus - Dipterocarpus verrucosus - Dipterocarpus zeylanicus |